# Tadeusz Komarnicki
Tadeusz Komarnicki (ur. 10 października 1940 w Komarnikach) – generał dywizji WP.

## Życiorys
Absolwent liceum ogólnokształcącego w Głubczycach, w ludowym Wojsku Polskim służył od września 1959. 1 września 1962 ukończył Oficerską Szkołę Samochodową w Pile i został promowany na stopień podporucznika. Po promocji został dowódcą plutonu transportowego 48 Batalionu Transportowego w 5 Saskiej Dywizji Piechoty w Gubinie. Od lipca 1964 zastępca dowódcy kompanii do spraw technicznych w tym batalionie, od jesieni 1965 pomocnik szefa sztabu batalionu w stopniu porucznika. W listopadzie 1968 został zastępcą dowódcy, a następnie dowódcą 5 Batalionu Zaopatrzenia 5 Dywizji Piechoty. W styczniu 1971 został zastępcą dowódcy – szefem służb technicznych 5 Batalionu Zaopatrzenia. W latach 1971–1974 studiował w Akademii Sztabu Generalnego WP w Warszawie. Po ukończeniu studiów był kwatermistrzem i zastępcą dowódcy 27 Pułku Czołgów Średnich w Gubinie (1974–1976), a następnie zastępcą dowódcy i kwatermistrzem Polskiej Wojskowej Jednostki Specjalnej w Doraźnych Siłach Zbrojnych ONZ w Syrii (od maja do grudnia 1976). Od 1976 był zastępcą kwatermistrza 5 Dywizji Pancernej w Gubinie do spraw organizacji i planowania. Od października 1977 do lutego 1978 przebywał na rocznej praktyce w Sztabie Kwatermistrzostwa Śląskiego Okręgu Wojskowego we Wrocławiu jako starszy oficer w wydziale I organizacji i planowania. W latach 1978–1980 był kwatermistrzem – zastępcą dowódcy 11 Dywizji Pancernej w Żaganiu. Od września 1980 do lipca 1982 studiował w Wojskowej Akademii Sztabu Generalnego Sił Zbrojnych ZSRR im. K. Woroszyłowa w Moskwie. Po ukończeniu studiów był w latach 1982–1984 szefem sztabu Kwatermistrzostwa Śląskiego Okręgu Wojskowego we Wrocławiu, a od sierpnia 1984 do października 1992 kwatermistrzem okręgu – zastępcą dowódcy okręgu ds. kwatermistrzowskich. Na mocy uchwały Rady Państwa PRL z 15 września 1988 otrzymał nominację na stopień generała brygady; nominację wręczył mu w Belwederze przewodniczący Rady Państwa PRL gen. armii Wojciech Jaruzelski. W latach 1992–1995 szef Zarządu Zaopatrywania Inspektoratu Logistyki Sztabu Generalnego Wojska Polskiego, 11 listopada 1993 mianowany na stopień generała dywizji; nominację wręczył mu 11 listopada 1993 Prezydent RP Lech Wałęsa. Od września 1995 do marca 1996 szef Zarządu XIV Materiałowego Sztabu Generalnego WP. Na podstawie decyzji MON z 25 kwietnia 1996 zakończył zawodową służbę wojskową z dniem 24 maja 1996.
W latach 1996–2001 był radcą handlowym w Biurze Radcy Handlowego Ambasady RP w Moskwie.

## Awanse
W trakcie wieloletniej służby w Wojsku Polskim otrzymywał awanse na kolejne stopnie wojskowe:
- podporucznik – 1962
- porucznik – 1965
- kapitan – 1969
- major – 1974
- podpułkownik – 1978
- pułkownik – 1982
- generał brygady – 1988
- generał dywizji – 1993

## Życie prywatne
Syn Nestora i Honoraty. Mieszka we Wrocławiu. Żonaty ze Scholastyką z domu Polakowską. Małżeństwo ma troje dzieci.

## Odznaczenia
- Krzyż Komandorski Orderu Odrodzenia Polski (1993)
- Krzyż Oficerski Orderu Odrodzenia Polski (1986)
- Krzyż Kawalerski Orderu Odrodzenia Polski (1981)
- Medal 40-lecia Polski Ludowej (1984)
- Złoty Medal „Siły Zbrojne w Służbie Ojczyzny” (1978)
- Złoty Medal Za zasługi dla obronności kraju (1984)

I inne.